# Еспіно-де-ла-Орбада
Еспіно-де-ла-Орбада (ісп. Espino de la Orbada) — муніципалітет в Іспанії, у складі автономної спільноти Кастилія-і-Леон, у провінції Саламанка. Населення — 293 особи (2010).
Муніципалітет розташований на відстані близько 160 км на північний захід від Мадрида, 25 км на північний схід від Саламанки.

## Демографія
Динаміка населення (INE ):

## Зовнішні посилання
- Провінційна рада Саламанки: індекс муніципалітетів [Архівовано 23 квітня 2009 у Wayback Machine.]
- pueblos-espana.org
- Еспіно-де-ла-Орбада
- Посилання на Google Maps